# Shekhar Kapur

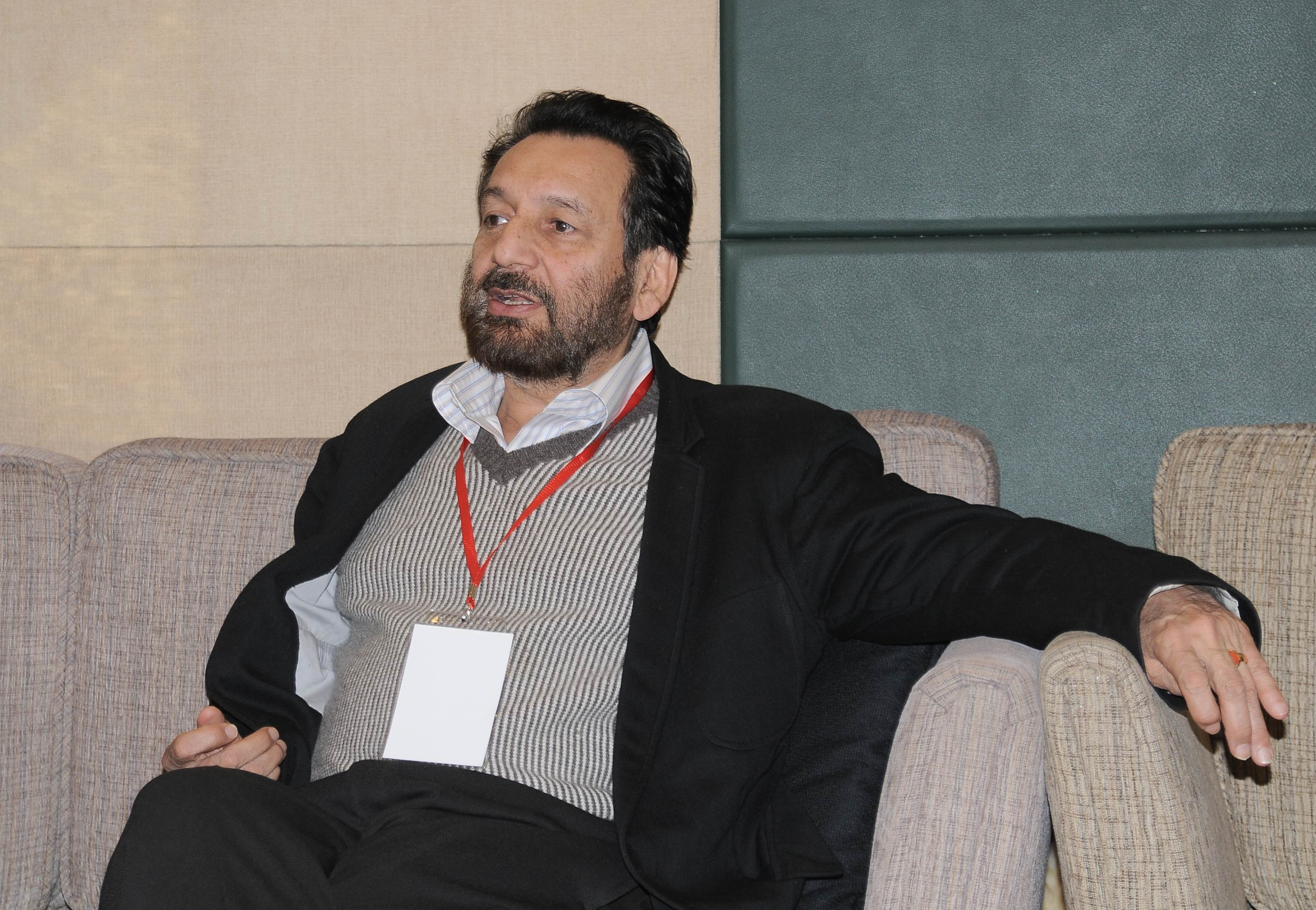
Shekhar Kapur (2008)

Shekhar Kapur (Lahore, 6 december 1945) is een Indiase regisseur en producent. Hij werd bekend door de film Bandit Queen uit 1994. Zijn biografische films over het leven van de Engelse koningin Elizabeth I (Elizabeth en de opvolger Elizabeth: The Golden Age) leverden Oscar-nominaties op, waaronder twee nominaties voor Beste Actrice voor actrice Cate Blanchett, die in beide films de hoofdrol speelt.

## Filmografie
| Jaar | Titel                     | Bijzonderheden                  |
| ---- | ------------------------- | ------------------------------- |
| 1983 | Masoom                    |                                 |
| 1987 | Mr. India                 |                                 |
| 1994 | Bandit Queen              |                                 |
| 1998 | Elizabeth                 | 7 Oscarnominaties, 1 verzilverd |
| 2002 | The Four Feathers         |                                 |
| 2007 | Elizabeth: The Golden Age | 2 Oscarnominaties, 1 verzilverd |
| 2008 | New York, I Love You      |                                 |
| 2009 | Passage                   |                                 |

- Biblioteca Nacional de España: XX1487683
- Bibliothèque nationale de France: cb14109900j (data)
- Catàleg d'autoritats de noms i títols de Catalunya: 981058509015906706
- Gemeinsame Normdatei: 132090627
- International Standard Name Identifier: 0000 0001 0921 0483
- Library of Congress Control Number: nr96036091
- MusicBrainz: 7e78b122-e36a-41cb-94db-49f8d0072e11
- Nationale Bibliotheek van Tsjechië: pna2008456609
- Nationale Bibliotheek van Israël: 987007428874605171
- Nederlandse Thesaurus van Auteursnamen: 141712147
- SNAC: w6nq5ww8
- Système universitaire de documentation: 086267051
- Virtual International Authority File: 85137669
- WorldCat: E39PBJjmQTQDPV86Cyx6C8gHYP